# Haval Chitu

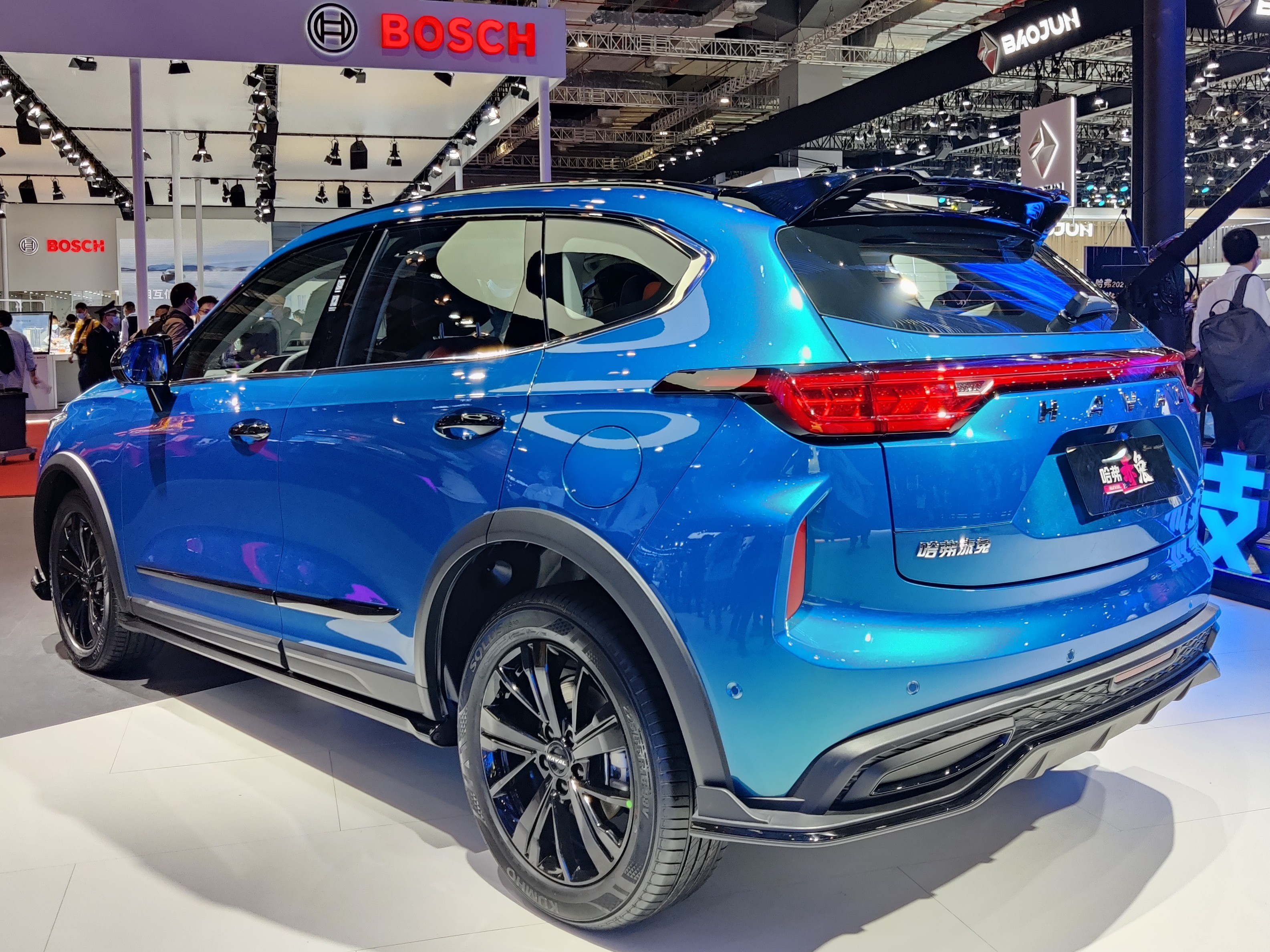
Heckansicht

Der Haval Chitu ist ein Sport Utility Vehicle der zum chinesischen Automobilhersteller Great Wall Motor gehörenden Marke Haval.

## Geschichte
Vorgestellt wurde das Fahrzeug als Nachfolgemodell des Haval F5 im Februar 2021. Der Verkauf des Chitu startete zwei Monate später im Rahmen der Shanghai Auto Show. Eine überarbeitete Version der Baureihe debütierte im April 2023. 2025 soll der Wagen in Großbritannien in den Handel kommen.

## Namensgebung
Der Begriff Chitu entstammt dem Chinesischen und bedeutet ins Deutsche übersetzt „roter Hase“. Damit ist der Wagen nach dem Dagou das zweite Modell der Marke, das nach einem Tier benannt ist.

## Technische Daten
Zum Marktstart stand für das fünfsitzige SUV ausschließlich ein aufgeladener 1,5-Liter-Ottomotor mit 135 kW (184 PS) zu Wahl. Er hat Vorderradantrieb und ein 7-Stufen-Doppelkupplungsgetriebe. Später folgten noch eine schwächere Version mit 110 kW (150 PS) und ein Ottohybrid mit 140 kW (190 PS) aus dem Wey Macchiato.
|                                             | 1.5T                             | 1.5T                             | 1.5T                             | 1.5 DHT                     |
| Bauzeitraum                                 | 12/2021–04/2023                  | seit 04/2023                     | seit 04/2021                     | seit 12/2021                |
| Motorkenndaten                              |                                  |                                  |                                  |                             |
| Motortyp                                    | R4-Ottomotor                     | R4-Ottomotor                     | R4-Ottomotor                     | R4-Ottomotor + Elektromotor |
| Hubraum                                     | 1497 cm³                         | 1497 cm³                         | 1499 cm³                         | 1497 cm³                    |
| max. Leistung Verbrennungsmotor bei min−1   | 110 kW (150 PS) / 5600–6000      | 110 kW (150 PS) / 5500–6000      | 135 kW (184 PS) / 5500–6000      | 74 kW (101 PS) / 6000       |
| max. Leistung Elektromotor                  | —                                | —                                | —                                | 115 kW (156 PS)             |
| max. Systemleistung                         | —                                | —                                | —                                | 140 kW (190 PS)             |
| max. Drehmoment Verbrennungsmotor bei min−1 | 220 Nm / 2000–4400               | 218 Nm / 1800–4400               | 275 Nm / 1500–4000               | 132 Nm / 4400–5200          |
| max. Drehmoment Elektromotor                | —                                | —                                | —                                | 250 Nm                      |
| max. Systemdrehmoment                       | —                                | —                                | —                                | 370 Nm                      |
| Kraftübertragung                            |                                  |                                  |                                  |                             |
| Antrieb                                     | Vorderradantrieb                 | Vorderradantrieb                 | Vorderradantrieb                 | Vorderradantrieb            |
| Getriebe                                    | 7-Stufen-Doppelkupplungsgetriebe | 7-Stufen-Doppelkupplungsgetriebe | 7-Stufen-Doppelkupplungsgetriebe | 2-Gang-Hybridgetriebe       |
| Messwerte                                   |                                  |                                  |                                  |                             |
| Höchstgeschwindigkeit                       | 185 km/h                         | 185 km/h                         | 190 km/h                         | 150 km/h                    |
| Beschleunigung, 0–100 km/h                  | k. A.                            | k. A.                            | 7,7 s                            | k. A.                       |
| Kraftstoffverbrauch auf 100 km (kombiniert) | 6,7 l Super                      | 7,3 l Super                      | 6,2 l Super                      | 4,7 l Super                 |
| Tankinhalt                                  | 55 l                             | 55 l                             | 55 l                             | 55 l                        |
| Abgasnorm                                   | China VI                         | China VI                         | China VI                         | China VI                    |